# Katedra polowa Wojska Polskiego

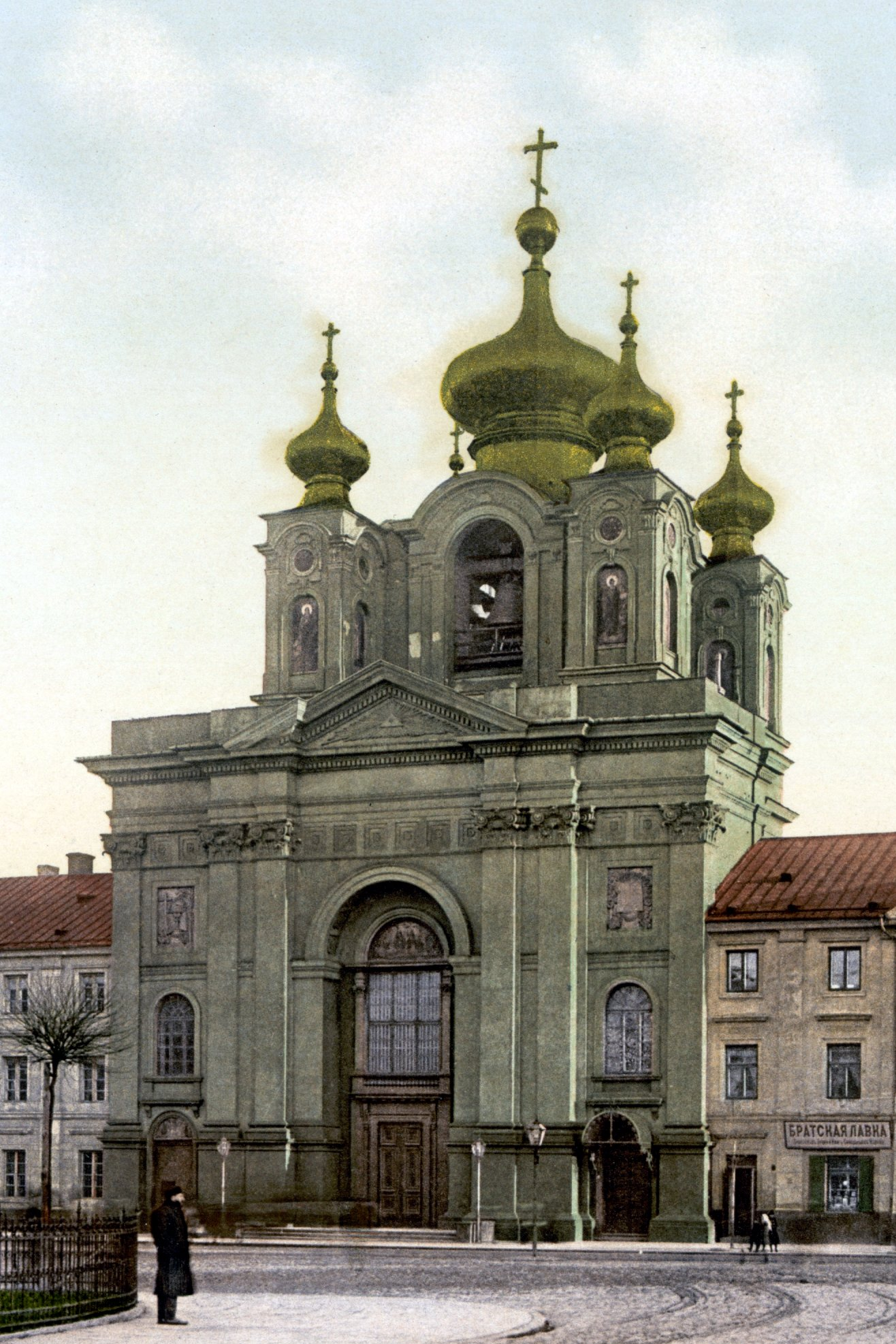
Kościół popijarski przy ul. Długiej przebudowany na sobór Trójcy Świętej (1837–1923), widok z ok. 1890–1900

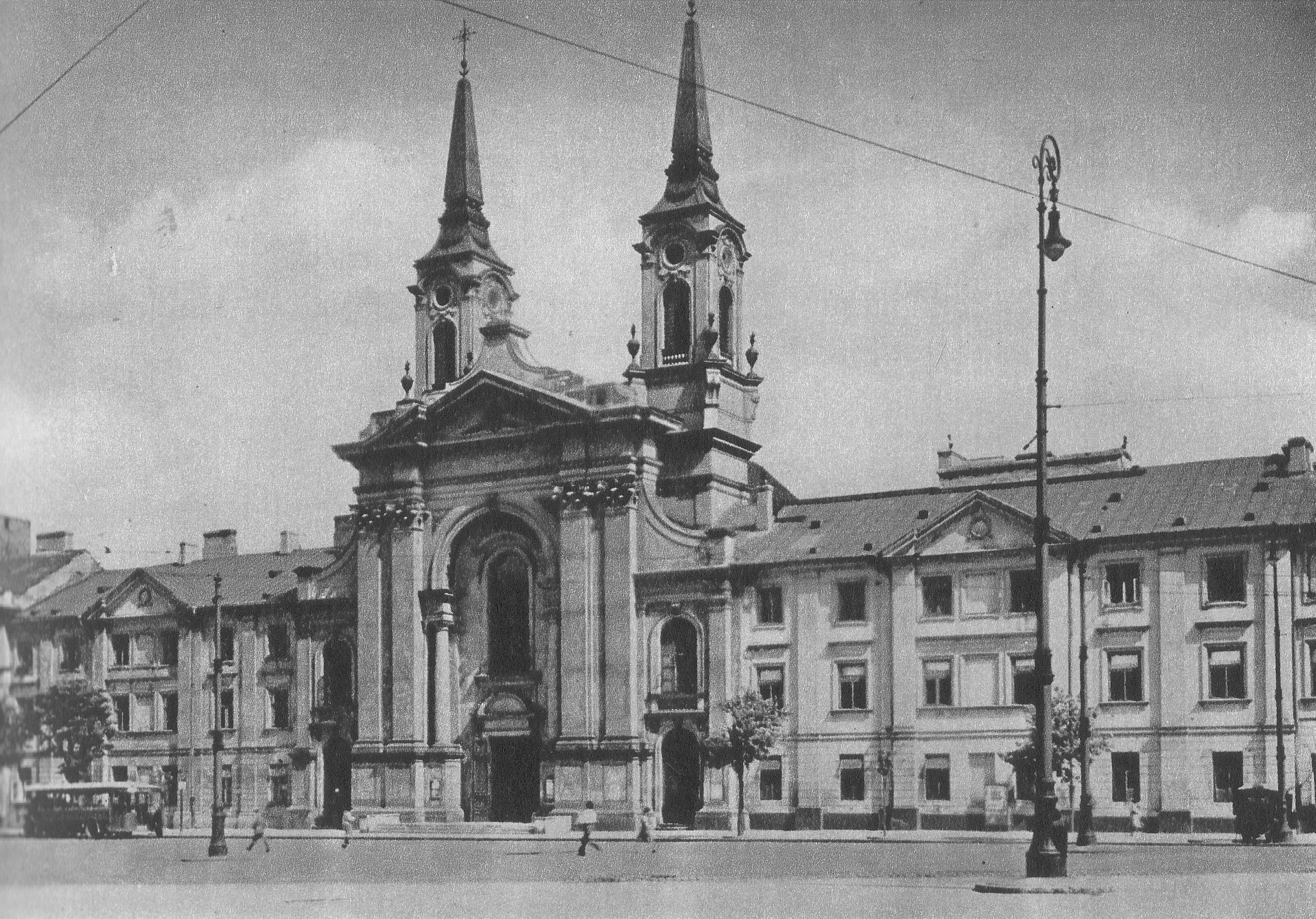
Katedra przed 1939 rokiem

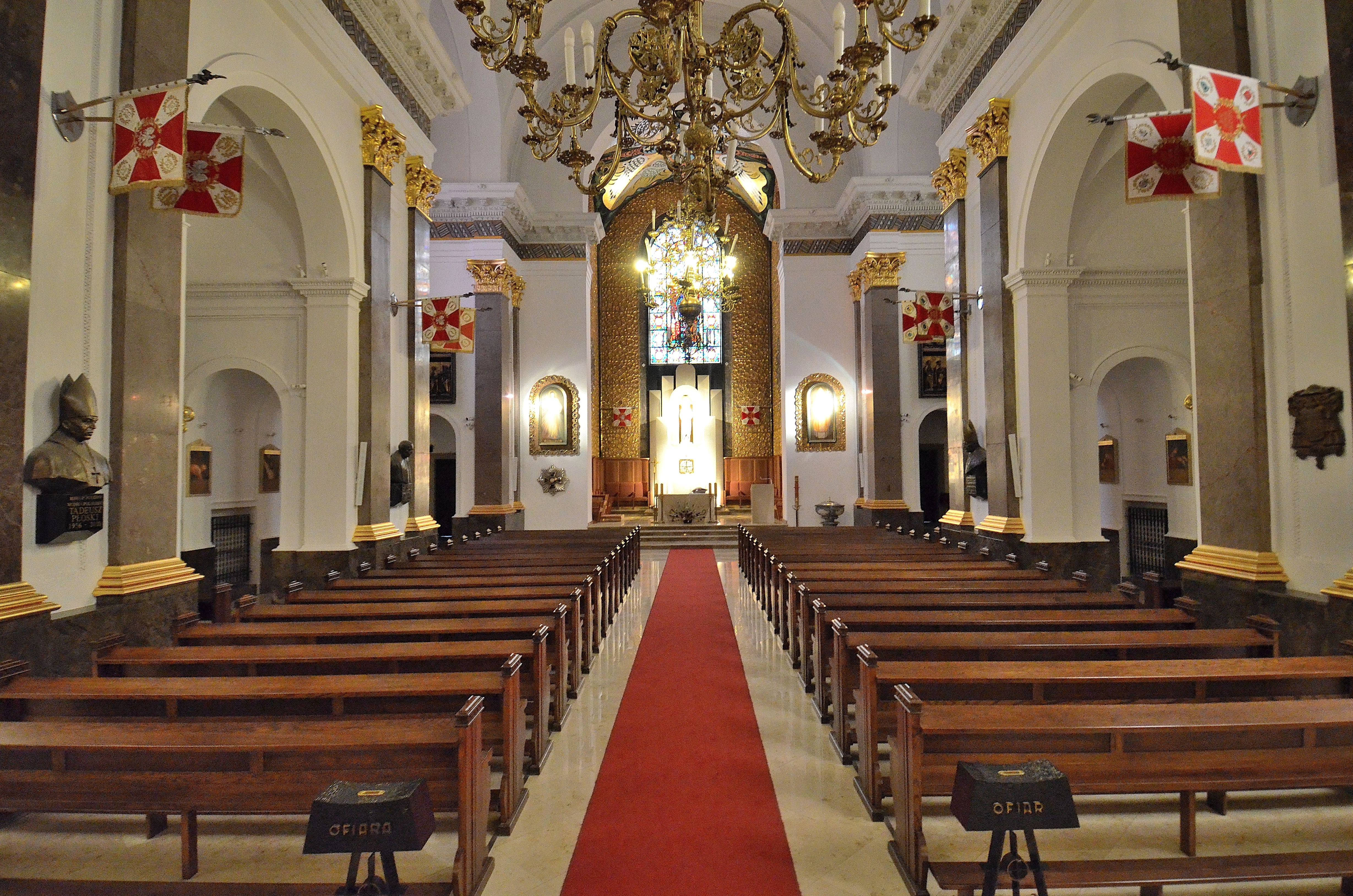
Wnętrze świątyni

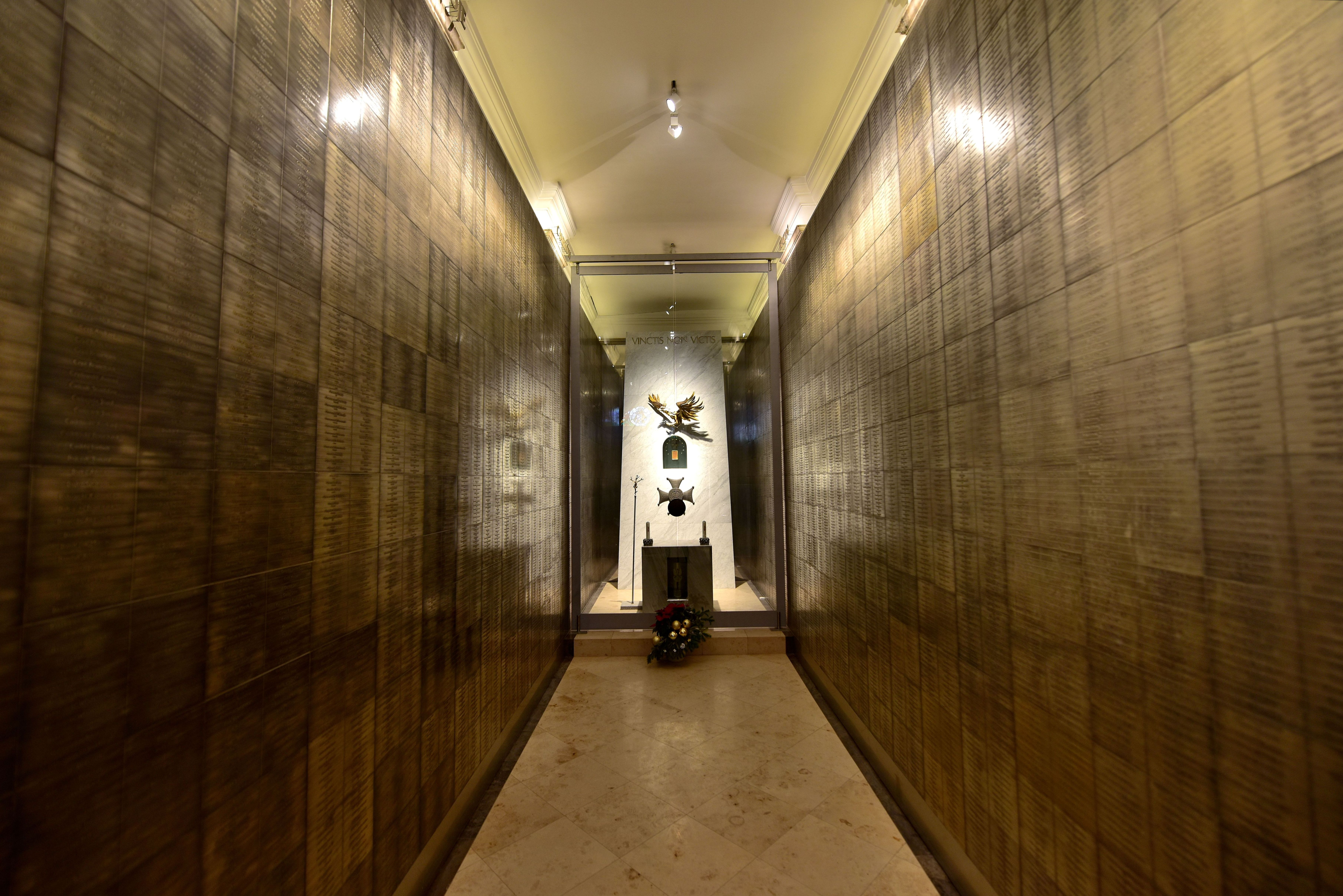
Kaplica Katyńska

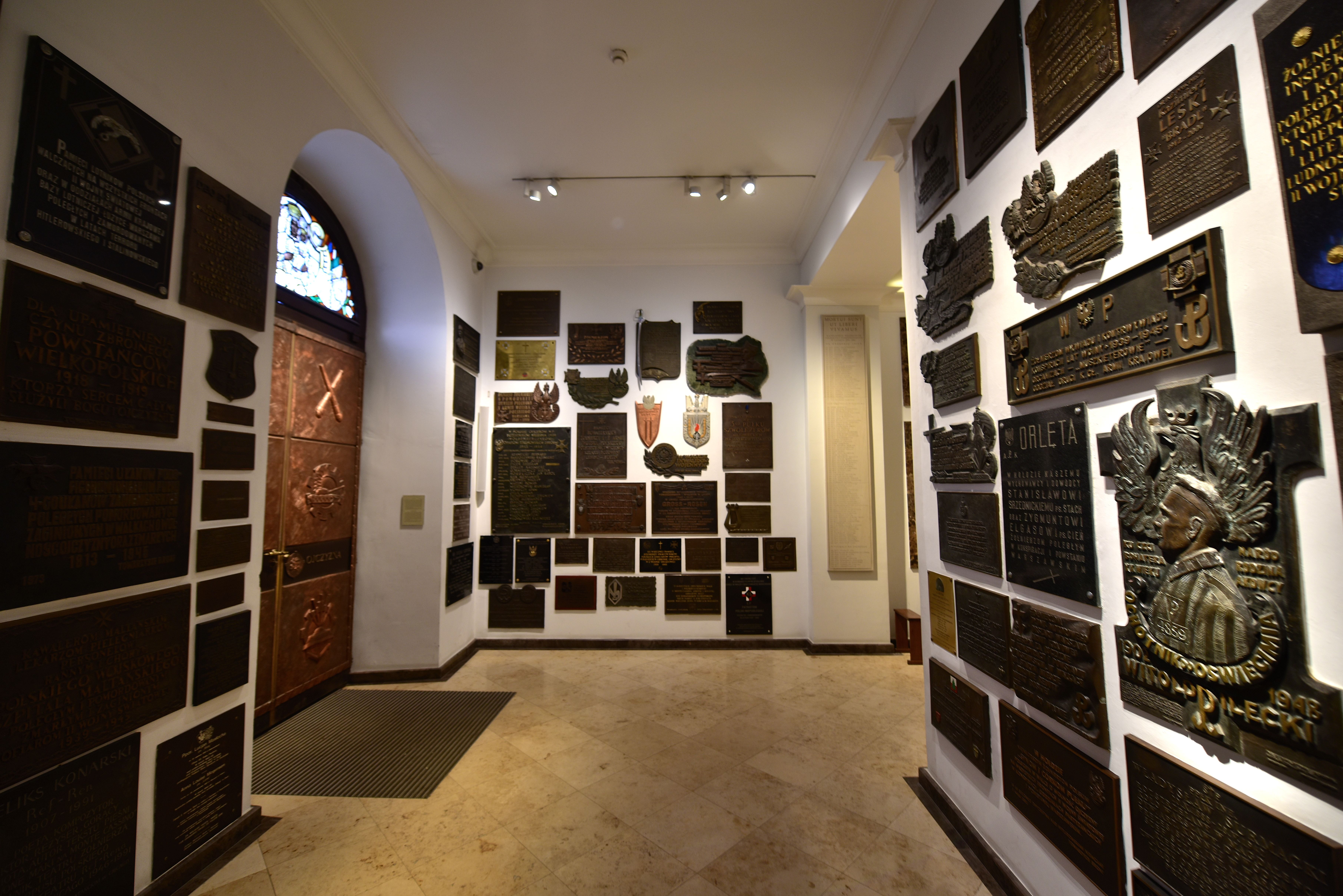
Tablice pamiątkowe w przedsionku

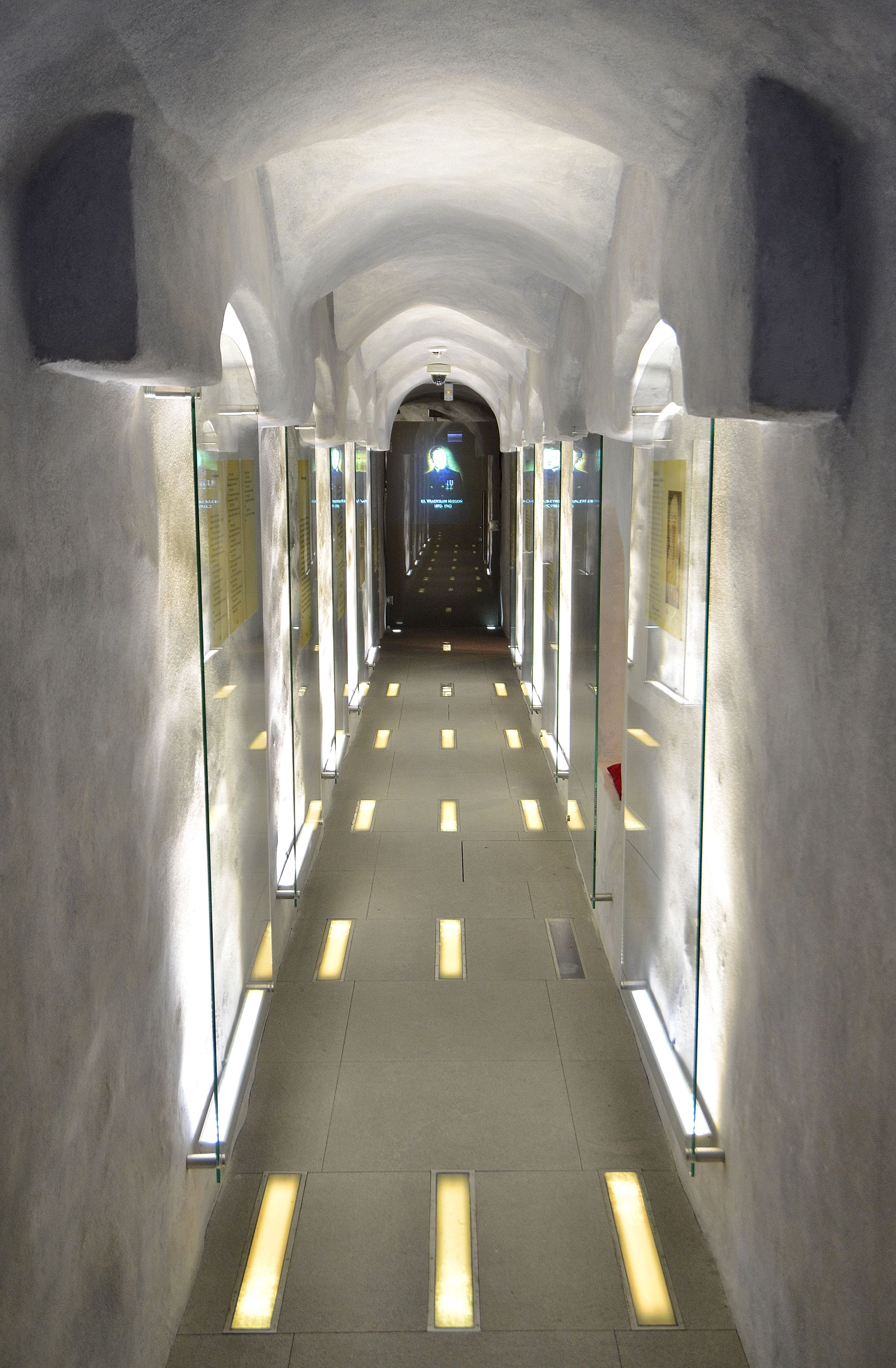
Muzeum Ordynariatu Polowego

Katedra polowa Wojska Polskiego Najświętszej Maryi Panny Królowej Polski – kościół garnizonowy znajdujący się przy ul. Długiej 13/15 w Warszawie.

## Historia
W 1642 r. z woli Władysława IV wybudowano mały drewniany kościół pijarów pod wezwaniem św. Pryma i Felicjana. W 1651 r. pijarzy umieścili w nim relikwie męczenników. Przywiózł je z Rzymu dla Władysława IV członek rodziny Ossolińskich.
Kościół spłonął w czasie bitwy ze Szwedami o Warszawę w 1656. Król Jan Kazimierz postanowił wybudować w jego miejsce murowaną świątynię. Prac budowlanych podjęła się stolnikowa wyszogrodzka – Małgorzata Kotowska.
17 lipca 1701 r. dokonano konsekracji kościoła (po odbudowie według projektu Józefa Fontany) pod wezwaniem Matki Bożej Zwycięskiej i świętych Pryma i Felicjana. Poświęcił go biskup poznański Mikołaj Stanisław Święcicki. W ołtarzach znajdowały się dzieła Szymona Czechowicza i J. B. Plerscha. Szczególnym kultem otoczone były relikwie dwóch rzymskich męczenników, Pryma i Felicjana, a także przywieziony z Rzymu wizerunek Najświętszej Maryi Panny znany jako Matka Boża Łaskawa Patronka Warszawy w kościele o.o. jezuitów przy ul. Świętojańskiej.
W 1834 rosyjski gubernator Iwan Paskiewicz przekazał kościół Rosyjskiej Cerkwi Prawosławnej. Pijarom wypłacono wysokie odszkodowanie w wysokości ponad 53,3 tys. rubli oraz przekazano opuszczony kościół jezuitów przy ul. Świętojańskiej. W latach 1835–1837 miała miejsce przebudowa i adaptacja kościoła do liturgii prawosławnej według projektu Antonia Corazziego i Andrzeja Gołońskiego. Między innymi usunięto z wnętrza barokowy wystrój, a na wieżach, zakończonych kokosznikami, zawieszono dzwony odlane z armat zdobytych w powstaniu listopadowym. Pijarska świątynia została zaadaptowana na sobór Trójcy Świętej, katedrę eparchii warszawskiej i nowogieorgijewskiej.
Społeczeństwo warszawskie w geście buntu przeciw represjom wobec pijarów ułożyło wierszyk:
Poczekajcie no kopułki,
Przyjdą jeszcze z Francji pułki,
My nie chcemy obcej wiary,
Wróci nasza i pijary.
Sobór był czynny w latach 1837−1915. W grudniu 1916 okupacyjne władze niemieckie zwróciły świątynię Kościołowi rzymskokatolickiemu. Arcybiskup Aleksander Kakowski przekazał ją w użytkowanie wojsku. 5 lutego 1919 papież Benedykt XV powołał biskupa Stanisława Galla na biskupa polowego Wojska Polskiego. W latach 1923–1927 przywrócono pierwotną barokową architekturę według projektu prof. Oskara Sosnowskiego. W okresie okupacji kościół należał do niemieckich katolików i ich duszpasterzy.
6 sierpnia 1944, w rocznicę wymarszu Pierwszej Kompanii Kadrowej, po mszy w kościele garnizonowym odbyła się jedyna podczas powstania warszawskiego defilada wojsk powstańczych. Żołnierze batalionu „Gozdawa” przemaszerowali wtedy ulicą Długą od kościoła do pałacu Raczyńskich.
Podczas II wojny światowej kościół uległ zniszczeniu w ok. 40%. Został odbudowany w latach 1946–1960 według projektu Leona Marka Suzina. Następnie został przekazany generalnemu dziekanowi Wojska Polskiego. Władze komunistyczne zlikwidowały ordynariat polowy, toteż katedra była „polowa” tylko z nazwy.
21 stycznia 1991 r. opublikowano bullę nominacyjną biskupa polowego Wojska Polskiego i dekretów Kongregacji do Spraw Biskupów. Przyczyniło się to do powrotu Ordynariatu Polowego. Świątynia uzyskała status katedry polowej Wojska Polskiego pod wezwaniem Najświętszej Maryi Panny Królowej Polski.

## Kaplica Katyńska – Mauzoleum
Kaplica Katyńska w katedrze polowej została zbudowana w celu upamiętnienia męczeństwa obywateli RP – więźniów i jeńców wojennych, tragicznie zamordowanych w 1940 przez NKWD. Na ołtarzu kaplicy umieszczono obrazek Matki Bożej Katyńskiej (relikwię bezpośrednio związaną z losami polskich oficerów i policjantów zamordowanych przez NKWD).
W kaplicy znajduje się 15 tys. tabliczek, na których widnieją nazwiska ofiar Katynia, Charkowa i Miednoje. Umieszczono tam także tabliczki bezimienne (7 tys.).
15 sierpnia 2010 w kruchcie kaplicy odsłonięto tablicę pamiątkową poświęconą ofiarom katastrofy polskiego Tu-154 w Smoleńsku.

## Kaplica Matki Boskiej Ostrobramskiej
Równolegle do kaplicy Katyńskiej, po lewej stronie od głównego wejścia, znajduje się kaplica Matki Boskiej Ostrobramskiej, poświęcona w 2005. Autorami kolorowych ceramicznych płaskorzeźb w kaplicy (nazywanej także kaplicą Lotników) są Lech i Piotr Grześkiewiczowie.

## Muzeum Ordynariatu Polowego
W podziemnym muzeum (wejście przy kaplicy Katyńskiej), otwartym w grudniu 2010, prezentowane są dzieje oręża polskiego i martyrologii wojennej oraz rola ordynariatu polowego w działaniach na rzecz obrony państwa i walki o niepodległość.

## Duszpasterze[14]
- Biskup polowy Wojska Polskiego – ks. bp Wiesław Lechowicz
- Proboszcz – ks. płk Karol Skopiński
- wikariusze
  - ks. por. Karol Bernatek
  - ks. ppor. Cyryl Zieliński

## Zabytki
Na listę zabytków wpisane są obiekty (według rejestru NID):
- zespół klasztorny pijarów, ul. Długa 13, ul. Miodowa 26:
- kościół MB Królowej Korony Polskiej, nr rej.: 66/1 z 1.07.1965
- klasztor, ob. kamienica, nr rej.: 66/2 z 1.07.1965

W katedrze znajdują się drzwi spiżowe według projektu Andrzeja Renesa, na których umieszczone są najważniejsze sceny bitewne z historii Polski. Nad tabernakulum stoi figura Matki Bożej Królowej Polski, która ocalała podczas wojny. 15 sierpnia 1994 r. biskup polowy generał dywizji doktor Sławoj Leszek Głódź okrył ją „płaszczem hetmańskim” z wyszytymi odznakami pamiątkowymi Sił Zbrojnych RP. Z tyłu za figurą znajdują się odznaczenia wojskowe, a po prawej stronie organy z drugiej połowy XIX wieku. Wnętrze ozdabiają obrazy autorstwa Michaela Willmanna. Z lewej strony kruchty znajduje się kaplica Matki Bożej Miłosierdzia, zwana też kaplicą Pamięci, a po prawej kaplica Katyńska.
Znajdujące się w katedrze organy zostały zbudowane na bazie organów Ignatiusa Mentzla z 1724–1729, znajdujących się pierwotnie w kościele łaski w Kamiennej Górze, po II wojnie światowej zdemontowanych i przewiezionych do Warszawy. Z uwagi na duże zmiany w stosunku do pierwotnego układu organów oraz dużą dowolność, z jaką dokonano montażu, trudno mówić o tożsamości obecnego instrumentu z pierwotnym.

## Pochowani w kościelnych kryptach do 1834
W kościele Matki Bożej Zwycięskiej i świętych Pryma i Felicjana przy ul. Długiej do czasu przejęcia przez cerkiew prawosławną (1834) spoczywali:
- Maciej Kazimierz Sarbiewski SJ, poeta baroku, przeniesiony z kościoła o.o. jezuitów ok. 1834;
- wybitni i zasłużeni pijarzy związani ze szkolnictwem – Collegium Nobilium pijarów w Warszawie i Komisją Edukacji Narodowej m.in.: Stanisław Konarski SchP, Onufry Kopczyński, Teodor Waga, Ignacy Zaborowski, Szymon Bielski, Atanazy Pomorzkant.